# تشارلز كون
تشارلز كون (بالإنجليزية: Charles Coon)‏ هو لاعب الجسر ‏ أمريكي، ولد في 2 يونيو 1931، وتوفي في 18 يناير 2003 في جزيرة ستاتن في الولايات المتحدة.